# 高階成順
高階 成順（たかしな の なりのぶ、生年不詳 - 長暦4年8月14日〈1040年9月22日〉）は、平安時代中期の貴族。伊予守・高階明順の子。官位は正五位下・筑前守。

## 経歴
左衛門尉・式部丞を経て、一条朝末の寛弘7年（1010年）六位蔵人に補せられる。しかし、翌寛弘8年（1011年）一条天皇の譲位によりわずか1年半ほどで蔵人を去り、院判官代となった。
後一条朝の万寿2年（1025年）ごろに筑前守兼大宰少弐に任ぜられて受領となり、長元3年（1030年）ごろまでこれを務めた。
のち出家して乗蓮と名乗った。後朱雀朝の長暦4年（1040年）8月14日卒去。

## 人物
柔和な性格で自分の気持ちを曲げて媚び諂うことはなかった。若い頃から道心深く、日夜法華経を読誦するなど、専ら仏法に帰依していた。任国先でも、何かにつけて慈悲深く、人々を憐れむ事に際限がなかった。これにより、民衆は皆首を傾けて喜んだという（『今昔物語集』）。

## 官歴
- 時期不詳：左衛門尉
- 寛弘5年（1008年） 正月29日：還昇、見左衛門尉[2]。10月16日：見右衛門少尉[3]
- 時期不詳：式部丞
- 寛弘7年（1010年） 正月9日：六位蔵人、式部丞如元[4]
- 寛弘8年（1011年） 6月13日：去蔵人（譲位）、院判官代[4]
- 長和元年（1012年） 5月18日：見五位[5]
- 寛仁3年（1019年） 7月13日：加階[5]
- 万寿2年（1025年） 7月13日：見筑前守[5]
- 万寿3年（1026年） 3月23日：見筑前守兼大宰少弐正五位下[6]
- 長元3年（1030年） 3月23日：見筑前守兼大宰少弐正五位下[6]
- 時期不詳：出家（法名・乗蓮）[7]
- 長暦4年（1040年） 8月14日：卒去[8]

## 系譜
『尊卑分脈』による。
- 父：高階明順
- 母：不詳
- 妻：伊勢大輔[8]
- 生母不詳の子女
  - 男子：高階成棟
  - 男子：藤原永業 - 藤原永信の養子
  - 女子：康資王母（四条宮筑前） - 延信王室、藤原寛子女房
  - 女子：筑前乳母 - 俊子内親王家女房
  - 女子：源兼俊母